# 章惟澄
章惟澄，永嘉人，明朝政治人物。
。宣德五年，接替范載昌，擔任南直隶常州府宜興縣知縣，后由蔣義接任知縣。